# Dufouriellus ater
Dufouriellus ater är en insektsart som först beskrevs av Dufour 1833.  Dufouriellus ater ingår i släktet Dufouriellus och familjen näbbskinnbaggar. Arten är reproducerande i Sverige. Inga underarter finns listade i Catalogue of Life.